# Mikkel Vestergaard
Mikkel Vestergaard (22 novembre 1992) è un ex calciatore danese, di ruolo attaccante.

## Carriera

### Club
È cresciuto nelle giovanili dell'Esbjerg, club con cui ha esordito nella massima serie danese nel 2011.

### Nazionale
Ha militato nelle nazionali giovanili danesi Under-18 ed Under-21.

## Statistiche

### Presenze e reti nei club
| Stagione        | Squadra         | Campionato      | Campionato | Campionato | Coppe nazionali | Coppe nazionali | Coppe nazionali | Coppe continentali | Coppe continentali | Coppe continentali | Altre coppe | Altre coppe | Altre coppe | Totale | Totale |
| Stagione        | Squadra         | Comp            | Pres       | Reti       | Comp            | Pres            | Reti            | Comp               | Pres               | Reti               | Comp        | Pres        | Reti        | Pres   | Reti   |
| --------------- | --------------- | --------------- | ---------- | ---------- | --------------- | --------------- | --------------- | ------------------ | ------------------ | ------------------ | ----------- | ----------- | ----------- | ------ | ------ |
| gen.-mag. 2011  | Esbjerg         | SL              | 2          | 0          | CD              | 0               | 0               |                    | -                  | -                  |             | -           | -           | 2      | 0      |
| 2011-2012       | Esbjerg         | 1D              | 0          | 0          | CD              | 0               | 0               |                    | -                  | -                  |             | -           | -           | 0      | 0      |
| 2012-2013       | Esbjerg         | SL              | 1          | 0          | CD              | 0               | 0               |                    | -                  | -                  |             | -           | -           | 1      | 0      |
| 2013-2014       | Esbjerg         | SL              | 12         | 1          | CD              | 0               | 0               | UEL                | 1                  | 1                  |             | -           | -           | 13     | 2      |
| 2014-2015       | Esbjerg         | SL              | 13         | 4          | CD              | 2               | 2               | UEL                | 1                  | 0                  |             | -           | -           | 15     | 6      |
| 2015-gen. 2016  | Esbjerg         | SL              | 11         | 1          | CD              | 1               | 0               |                    | -                  | -                  |             | -           | -           | 12     | 1      |
| Totale Esbjerg  | Totale Esbjerg  | Totale Esbjerg  | 39         | 6          |                 | 3               | 2               |                    | 2                  | 1                  |             | -           | -           | 44     | 9      |
| gen.-mag. 2016  | Viborg          | SL              | 2          | 0          |                 | -               | -               |                    | -                  | -                  |             | -           | -           | 2      | 0      |
| 2016-2017       | Viborg          | SL              | 10         | 2          | CD              | 0               | 0               |                    | -                  | -                  |             | -           | -           | 10     | 2      |
| 2017-2018       | Viborg          | 1D              | 4          | 1          | CD              | 0               | 0               |                    | -                  | -                  |             | -           | -           | 4      | 1      |
| 2018-2019       | Viborg          | 1D              | 3          | 0          | CD              | 0               | 0               |                    | -                  | -                  |             | -           | -           | 3      | 0      |
| Totale Viborg   | Totale Viborg   | Totale Viborg   | 19         | 3          |                 | 0               | 0               |                    | -                  | -                  |             | -           | -           | 19     | 3      |
| Totale carriera | Totale carriera | Totale carriera | 58         | 9          |                 | 3               | 2               |                    | 2                  | 1                  |             | -           | -           | 63     | 12     |

## Palmarès

### Club

#### Competizioni nazionali
- Campionato danese di seconda divisione: 1

Esbjerg: 2011-2012
- Coppa di Danimarca: 1

Esbjerg: 2012-2013